# Montecincla jerdoni
Montecincla jerdoni é uma espécie de ave da família Leiothrichidae.
É endémica da Índia.
Está ameaçada por perda de habitat.